# Arcidiocesi di Santa Fe
L'arcidiocesi di Santa Fe (in latino: Archidioecesis Sanctae Fidei in America Septentrionali) è una sede metropolitana della Chiesa cattolica negli Stati Uniti d'America. Nel 2022 contava 328.000 battezzati su 1.311.611 abitanti. È retta dall'arcivescovo John Charles Wester.

## Territorio
L'arcidiocesi comprende le contee di Rio Arriba, Taos, Colfax, Union, Mora, Harding, Los Alamos, Sandoval, Santa Fe, San Miguel, Quay, Bernalillo, Valencia, Socorro, Torrance, Guadalupe, De Baca, Roosevelt e Curry nel Nuovo Messico.
Sede arcivescovile è la città di Santa Fe, dove si trova la cattedrale di San Francesco d'Assisi (Saint Francis). Gli uffici della curia si trovano ad Albuquerque. Nel territorio diocesano sorgono anche il Santuario de Chimayo, santuario diocesano risalente agli inizi del XIX secolo, e due chiese patrimonio dell'umanità: la cappella di San Gerolamo, nel Pueblo di Taos, e la chiesa di San Francesco d'Assisi a Ranchos de Taos.
Il territorio si estende su 158.296 km² ed è suddiviso in 93 parrocchie, raggruppate in 8 decanati: nordest, nordovest, sudest, sudovest, Santa Fé, Albuquerque A, Albuquerque B, Albuquerque C.

### Provincia ecclesiastica
La provincia ecclesiastica di Santa Fe, istituita nel 1875, comprende 4 suffraganee:
- diocesi di Gallup,
- diocesi di Las Cruces,
- diocesi di Phoenix,
- diocesi di Tucson.

## Storia
Il vicariato apostolico del Nuovo Messico fu eretto il 23 luglio 1850, ricavandone il territorio dalla diocesi di Durango (oggi arcidiocesi).
Il 29 luglio 1853 il vicariato apostolico fu elevato a diocesi e assunse il nome di diocesi di Santa Fe, in forza del breve Universi dominici gregis di papa Pio IX. Contestualmente la nuova diocesi fu resa suffraganea dell'arcidiocesi di Saint Louis.
Il 3 marzo e il 25 settembre 1868 cedette porzioni del suo territorio a vantaggio dell'erezione dei vicariati apostolici rispettivamente del Colorado e dello Utah (oggi arcidiocesi di Denver) e dell'Arizona (oggi diocesi di Tucson).
Il 12 febbraio 1875 è stata elevata al rango di arcidiocesi metropolitana in forza del breve Quae nos sacri di papa Pio IX.
Il 16 dicembre 1939 e il 17 agosto 1982 ha ceduto altre porzioni di territorio a vantaggio dell'erezione rispettivamente della diocesi di Gallup e della diocesi di Las Cruces.

## Cronotassi dei vescovi
Si omettono i periodi di sede vacante non superiori ai 2 anni o non storicamente accertati.
- Jean-Baptiste Lamy † (29 luglio 1853 - 18 agosto 1885 dimesso)
- Jean-Baptiste Salpointe † (18 agosto 1885 - 7 gennaio 1894 dimesso[2])
- Placide Louis Chapelle † (7 gennaio 1894 - 1º dicembre 1897 nominato arcivescovo di New Orleans)
- Peter Bourgade † (7 gennaio 1899 - 17 maggio 1908 deceduto)
- John Baptist Pitaval † (3 gennaio 1909 - 29 luglio 1918 dimesso[3])
- Anthony Thomas Daeger, O.F.M. † (10 marzo 1919 - 2 dicembre 1932 deceduto)
- Rudolph Aloysius Gerken † (2 giugno 1933 - 2 marzo 1943 deceduto)
- Edwin Vincent Byrne † (12 giugno 1943 - 26 luglio 1963 deceduto)
- James Peter Davis † (3 gennaio 1964 - 1º giugno 1974 dimesso)
- Robert Fortune Sanchez † (1º giugno 1974 - 6 aprile 1993 dimesso)
- Michael Jarboe Sheehan † (17 agosto 1993 - 27 aprile 2015 ritirato)[4]
- John Charles Wester, dal 27 aprile 2015

## Statistiche
L'arcidiocesi nel 2022 su una popolazione di 1.311.611 persone contava 328.000 battezzati, corrispondenti al 25,0% del totale.
| anno | popolazione | popolazione | popolazione | presbiteri | presbiteri | presbiteri | presbiteri                | diaconi | religiosi | religiosi | parrocchie |
| anno | battezzati  | totale      | %           | numero     | secolari   | regolari   | battezzati per presbitero | diaconi | uomini    | donne     | parrocchie |
| ---- | ----------- | ----------- | ----------- | ---------- | ---------- | ---------- | ------------------------- | ------- | --------- | --------- | ---------- |
| 1950 | 205.000     | 450.000     | 45,6        | 190        | 115        | 75         | 1.078                     |         | 96        | 560       | 71         |
| 1966 | 252.317     | 656.389     | 38,4        | 279        | 147        | 132        | 904                       |         | 185       | 626       | 89         |
| 1970 | ?           | 678.650     | ?           | 251        | 122        | 129        | ?                         |         | 275       | 440       |            |
| 1976 | 300.000     | 800.000     | 37,5        | 212        | 130        | 82         | 1.415                     | 22      | 176       | 353       | 94         |
| 1980 | 325.000     | 822.000     | 39,5        | 206        | 126        | 80         | 1.577                     | 41      | 168       | 406       | 95         |
| 1990 | 300.000     | 841.000     | 35,7        | 233        | 129        | 104        | 1.287                     | 110     | 177       | 309       | 92         |
| 1999 | 257.258     | 1.044.376   | 24,6        | 195        | 106        | 89         | 1.319                     | 136     | 91        | 273       | 91         |
| 2000 | 275.955     | 1.045.420   | 26,4        | 208        | 124        | 84         | 1.326                     | 147     | 191       | 263       | 91         |
| 2001 | 286.155     | 1.071.238   | 26,7        | 219        | 127        | 92         | 1.306                     | 146     | 196       | 254       | 92         |
| 2002 | 287.055     | 1.083.069   | 26,5        | 213        | 131        | 82         | 1.347                     | 143     | 189       | 246       | 92         |
| 2003 | 307.436     | 1.111.071   | 27,7        | 214        | 129        | 85         | 1.436                     | 142     | 183       | 235       | 92         |
| 2004 | 254.110     | 1.260.385   | 20,2        | 214        | 128        | 86         | 1.187                     | 199     | 173       | 245       | 93         |
| 2010 | 314.183     | 1.429.000   | 22,0        | 212        | 126        | 86         | 1.481                     | 216     | 167       | 173       | 92         |
| 2014 | 323.850     | 1.473.000   | 22,0        | 207        | 126        | 81         | 1.564                     | 215     | 139       | 130       | 93         |
| 2017 | 327.964     | 1.310.637   | 25,0        | 192        | 126        | 66         | 1.708                     | 211     | 130       | 114       | 93         |
| 2020 | 326.300     | 1.305.195   | 25,0        | 201        | 128        | 73         | 1.623                     | 220     | 159       | 84        | 93         |
| 2022 | 328.000     | 1.311.611   | 25,0        | 195        | 133        | 62         | 1.682                     | 211     | 119       | 64        | 93         |

## Galleria d'immagini

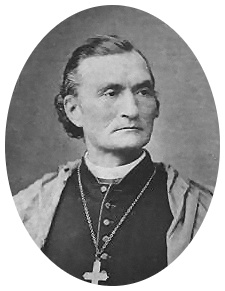
Jean-Baptiste Lamy, primo vescovo di Santa Fe (1853-1885).
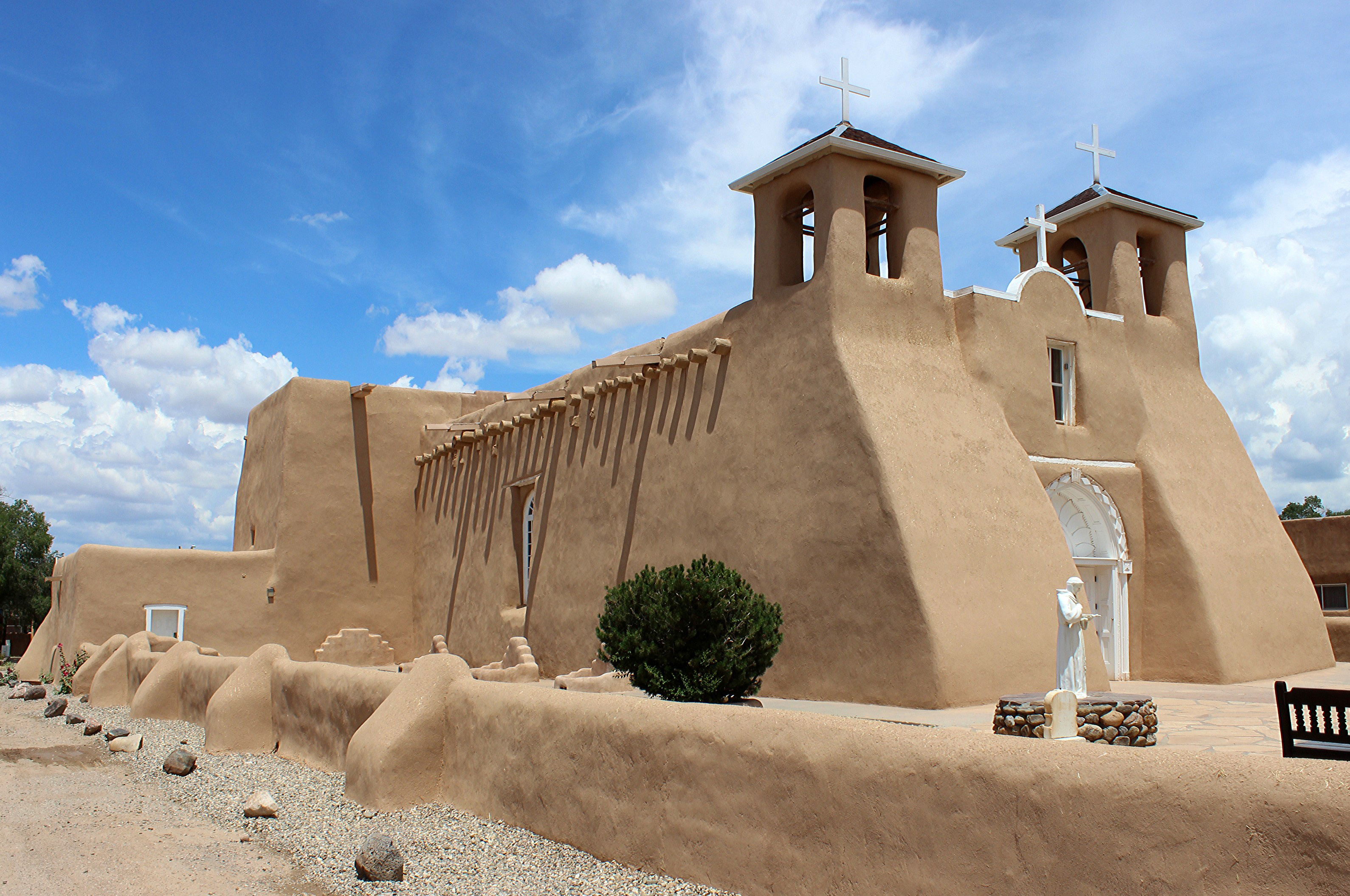
Chiesa di San Francesco d'Assisi a Ranchos de Taos.
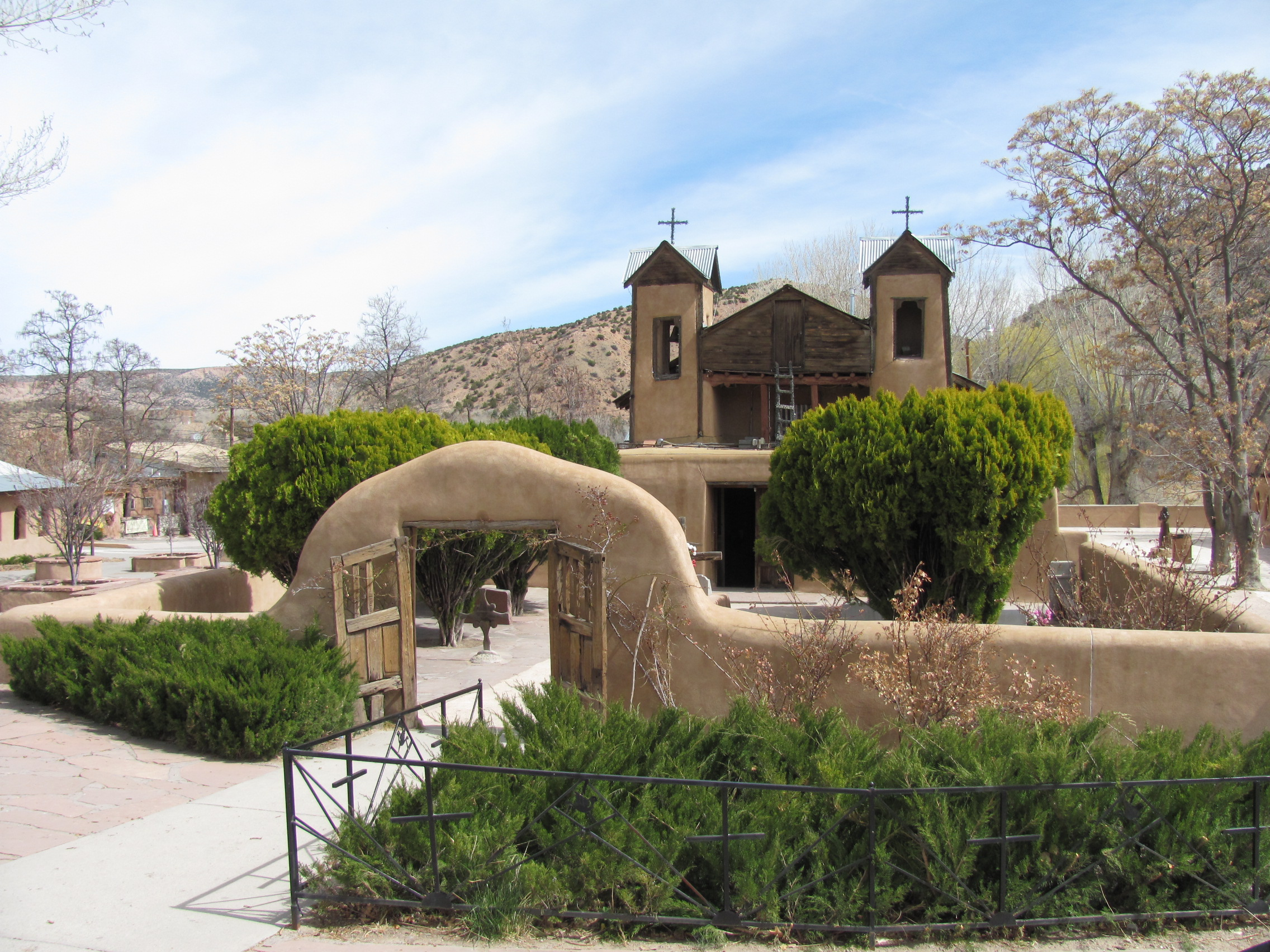
Santuario di Chimayo.
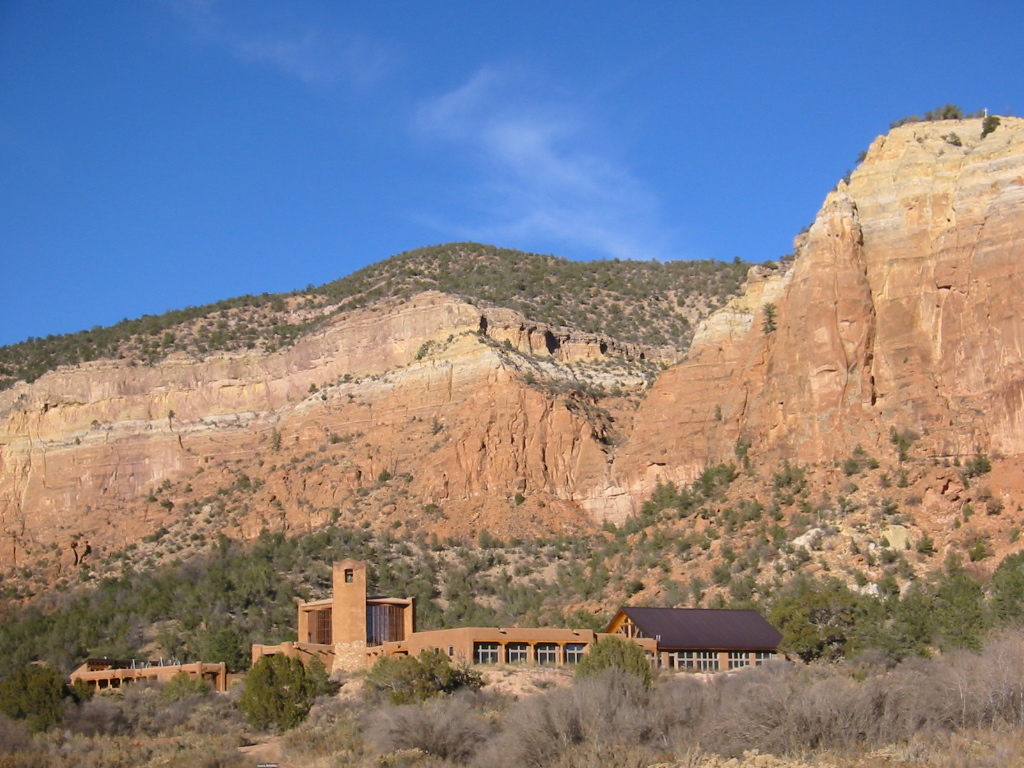
Il monastero benedettino Christ in the Desert.